# Tripartite
Die Tripartite ist eine wirtschafts- und sozialpolitische Institution in Luxemburg, die als grundlegend gilt für das sog. „Luxemburger Modell“. Im engeren Sinne ist sie eine konjunkturpolitische Verhandlungsrunde, an der Patronat („Arbeitgeber“), Gewerkschaften sowie Regierungsvertreter gleichermaßen teilnehmen, um einen Konsens über die Diagnose der aktuellen wirtschaftlichen Situation sowie die Perspektiven für die wirtschaftliche Entwicklung des Landes herzustellen.
Die Tripartite wurde zuerst zum damals akuten Problem der Stahlindustrie geschaffen, dann jedoch auch auf andere Wirtschaftsbranchen ausgedehnt und dauerhaft etabliert. Im Jahre 2011 war die Gesprächsrunde jedoch aufgrund verhärteter Fronten, vor allem über die Frage des Indexlohns,  erneut nicht zustande gekommen.

## Geschichte
Entstanden ist sie in den Jahren zwischen 1975 und 1985, als die Überproduktion zu einem weltweiten Preisverfall in der Stahlindustrie und zu einer schweren Wirtschaftskrise im Lande führte. Diese Herausforderung veranlasste die Luxemburger Regierung zu mehrfachen institutionellen Neuerungen: die Einführung von Arbeiten im Allgemeininteresse («travaux extraordinaires d’intérêt général» – (TEIG)) in 1975 und die Einrichtung einer «division anti-crise» (DAC) in 1977.
Der „soziale Dialog“ wird durch „Kollektivverträge“ zwischen den Tarifparteien ergänzt.

## Aktuelle Situation
In der Tripartite-Gesprächsrunde, die im Frühjahr 2010 eröffnet wurde, erkannte die Gewerkschaft OGBL in den Verlautbarungen der Patronatsverbände die erklärte Absicht zur Abschaffung des „Luxemburger Modells“ und drohte in diesem Falle mit einem Generalstreik. Für den Leitartikler der unabhängigen Wochenzeitung D’Lëtzebuerger Land rührt der Anpassungsdruck zum Systemwechsel aus Luxemburgs wichtigstem Exportland her.
Im Gegenzug zu den von dem Ökonomen Lionel Fontagné angestellten Berechnungen und die methodologische Analyse des Statec bezüglich der Messbarkeit des volkswirtschaftlichen Outputs gerade im Hinblick auf Dienstleistungen, die für die Luxemburger Wirtschaft besonders relevant sind, hat die Chambre des Salariés in ihrer Reihe Econews die lohnpolitische Anwendbarkeit der Produktivitätsberechnungen, wie sie von Seiten des Patronats aufgestellt wurden, grundlegend angezweifelt.
Zum ersten Male seit 1982 waren im Jahre 2010 die Tripartite-Verhandlungen an der Unnachgiebigkeit der Verhandlungspartner gescheitert.

## Tripartite Kommission, Schweiz
In der Schweiz wurden mit der Personenfreizügigkeit tripartite Kommissionen auf Bundes- und Kantonsebene eingeführt. Vertreter von Behörden, Arbeitgebern und Gewerkschaften beobachten den Arbeitsmarkt und kontrollieren die Einhaltung von Normalarbeitsverträgen.